# Nelson Soto (wielrenner)
Nelson Andrés Soto Martínez (Barranquilla, 19 juni 1994) is een Colombiaans voormalig wielrenner.

## Carrière
In 2015 nam Soto deel aan de Ronde van Mexico, waar hij op plek 22 in het algemeen klassement eindigde. In het jongerenklassement werd hij tweede, met een achterstand van bijna achtenhalve minuut op Ignacio Prado.
In 2017 werd Soto Pan-Amerikaans kampioen op de weg door na 170 kilometer in en rond Santo Domingo de massasprint te winnen. José Aguirre en Soto's landgenoot Sebastián Molano bezetten de overige podiumplaatsen. Later dat jaar won hij de derde etappe in de Ronde van Colombia, waarin hij Edwin Ávila en Jaime Castañeda versloeg in een massasprint. Een week later won hij ook de tiende en elfde etappe. Na zijn derde overwinning nam hij de leiding in het puntenklassement over van Miguel Ángel Rubiano, die hij in de laatste etappe met succes wist te verdedigen en zo het klassement op zijn naam schreef. Op het wereldkampioenschap reed hij de wegwedstrijd niet uit.
In 2018 maakte Soto de overstap naar Caja Rural-Seguros RGA. In zijn eerste seizoen bij de Spaanse ploeg sprintte hij onder meer naar de winst in de tweede etappe van de Ronde van Madrid. Namens de nationale ploeg won hij eind juli goud in de wegwedstrijd op de Centraal-Amerikaanse en Caraïbische Spelen.

## Overwinningen
2017
 Pan-Amerikaans kampioen op de weg, Elite
3e, 10e en 11e etappe Ronde van Colombia
Puntenklassement Ronde van Colombia
2018
2e etappe Ronde van Madrid
 Wegwedstrijd op de Centraal-Amerikaanse en Caraïbische Spelen
2021
1e etappe Ronde van Colombia
 Pan-Amerikaans kampioen op de weg, Elite
2021
1e etappe Ronde van Colombia
2022
2e etappe Ronde van Colombia
2023
1e etappe Vuelta al Táchira en Bicicleta

## Resultaten in voornaamste wedstrijden
| Jaar | Ronde van Italië | Ronde van Frankrijk | Ronde van Spanje |
| ---- | ---------------- | ------------------- | ---------------- |
| 2017 |                  |                     |                  |
| 2018 |                  |                     | 154e             |
| 2019 |                  |                     |                  |
| 2020 |                  |                     |                  |
| 2021 |                  |                     |                  |

| Jaar | Clásica San Sebastián |  | WK op de weg |
| ---- | --------------------- |  | ------------ |
| 2017 |                       |  | opgave       |
| 2018 | opgave                |  |              |
| 2019 |                       |  |              |
| 2020 |                       |  |              |
| 2021 |                       |  | 65e          |

## Ploegen
- 2017 –  Equipo do Ciclismo Coldeportes Zenú
- 2018 –  Caja Rural-Seguros RGA
- 2019 –  Caja Rural-Seguros RGA
- 2020 –  Colombia Tierra de Atletas-GW Bicicletas
- 2022 –  Colombia Tierra de Atletas-GW Bicicletas
- 2023 –  Colombia Tierra de Atletas-GW Bicicletas
- 2024 –  Petrolike

Amezqueta · Aranburu · Benito · Celano · Cuadros · Ferrari · Irisarri · Lastra · Mas · Molina · Moreira · Oien · Pardilla · Reis · Rodríguez · Schultz · Serrano · Silva · Soto · Yssaad · Zabala
Aberasturi · Amezqueta · Aranburu · Banaszek · Cañellas · Cepeda · Tsjernetski · Cuadros · Gonçalves · González · Irisarri · Lastra · Malucelli · Molina · Mora · Moreira · Nicolau · Pardilla · Rodríguez · Serrano · Soto · Lazkano (stagiair) · Martín (stagiair) · Pascual (stagiair)